# Avontuur in Birma
Avontuur in Birma is het 24ste stripverhaal uit de reeks de Baard en de Kale. Het is geschreven door Maurice Tillieux  en getekend door Will (pseudoniem van Willy Maltaite). Destijds werd ook de titel Avontuur in Burma gebruikt, Burma is eigenlijk de Engelse benaming voor Birma. Het album verscheen in 1975 in het Frans en in 1976 in het Nederlands.

## Verhaal
Baard, Kale en Kiki gaan op expeditie naar Boven-Birma samen met vier andere teamleden. Eén van hen is een verrader en al snel gebeurt er een moord in het team. 